# F8 (album)
F8 è l'ottavo album in studio del gruppo musicale statunitense Five Finger Death Punch, pubblicato nel 2020.

## Tracce
1. F8 – 1:15
2. Inside Out – 3:46
3. Full Circle – 3:22
4. Living The Dream – 3:35
5. A Little Bit Off – 3:11
6. Bottom of the Top – 3:30
7. To Be Alone – 3:45
8. Mother May I (Tic Toc) – 3:54
9. Darkness Settles In – 4:41
10. This Is War – 3:12
11. Leave It All Behind – 3:31
12. Scar Tissue – 2:53
13. Brighter Side of Grey – 4:30

Tracce bonus
1. Making Monsters – 3:03
2. Death Punch Therapy – 3:08
3. Inside Out (radio edit) – 4:13

## Formazione
- Ivan Moody – voce (tracce 2-16)
- Zoltan Bathory – chitarra
- Jason Hook – chitarra, cori
- Chris Kael – basso, cori
- Charlie Engen – batteria, percussioni